# Racosperma guinetii
Racosperma guinetii là một loài thực vật có hoa trong họ Đậu. Loài này được (Maslin) Pedley mô tả khoa học đầu tiên năm 2003.